# Drosophila bivibrissae
Drosophila bivibrissae este o specie de muște din genul Drosophila, familia Drosophilidae, descrisă de Masanori Joseph Toda în anul 1988.
Este endemică în Myanmar. Conform Catalogue of Life specia Drosophila bivibrissae nu are subspecii cunoscute.